# Lijst van zwemrecords 100 meter rugslag vrouwen
Dit is een overzicht van de verschillende zwemrecords op de 100 meter rugslag bij de vrouwen, onderverdeeld in de langebaan (50 meter) en de kortebaan (25 meter).

## Langebaan (50 meter)

### Ontwikkeling wereldrecord
| Nr. | Naam                | Land                           | Tijd    | Datum             | Plaats          |
| --- | ------------------- | ------------------------------ | ------- | ----------------- | --------------- |
|     | Regan Smith         | Verenigde Staten               | 57,13   | 18 juni 2024      | Indianapolis    |
|     | Kaylee McKeown      | Australië                      | 57,33   | 21 oktober 2023   | Boedapest       |
|     | Kaylee McKeown      | Australië                      | 57,45   | 13 juni 2021      | Adelaide        |
|     | Regan Smith         | Verenigde Staten               | 57,57   | 28 juli 2019      | Gwangju         |
|     | Kathleen Baker      | Verenigde Staten               | 58,00   | 28 juli 2018      | Irvine          |
|     | Kylie Masse         | Canada                         | 58,10   | 25 juli 2017      | Boedapest       |
|     | Gemma Spofforth     | Verenigd Koninkrijk            | 58,12   | 28 juli 2009      | Rome            |
|     | Anastasia Zoejeva   | Rusland                        | 58,48   | 27 juli 2009      | Rome            |
|     | Kirsty Coventry     | Zimbabwe                       | 58,77   | 11 augustus 2008  | Peking          |
|     | Natalie Coughlin    | Verenigde Staten               | 58,97   | 1 juli 2008       | Omaha           |
|     | Natalie Coughlin    | Verenigde Staten               | 59,03   | 30 juni 2008      | Omaha           |
|     | Hayley McGregory    | Verenigde Staten               | 59,15   | 30 juni 2008      | Omaha           |
|     | Natalie Coughlin    | Verenigde Staten               | 59,21   | 17 februari 2008  | Columbia        |
|     | Natalie Coughlin    | Verenigde Staten               | 59,44   | 27 maart 2007     | Melbourne       |
|     | Natalie Coughlin    | Verenigde Staten               | 59,58   | 13 augustus 2002  | Fort Lauderdale |
|     | Cihong He           | China                          | 1.00,16 | 10 september 1994 | Rome            |
|     | Krisztina Egerszegi | Hongarije                      | 1.00,31 | 22 augustus 1991  | Athene          |
|     | Ina Kleber          | Duitse Democratische Republiek | 1.00,59 | 24 augustus 1984  | Moskou          |
|     | Rica Reinisch       | Duitse Democratische Republiek | 1.00,86 | 23 juli 1980      | Moskou          |
|     | Rica Reinisch       | Duitse Democratische Republiek | 1.01,50 | 22 juli 1980      | Moskou          |
|     | Rica Reinisch       | Duitse Democratische Republiek | 1.01,51 | 20 juli 1980      | Moskou          |
|     | Ulrike Richter      | Duitse Democratische Republiek | 1.01,51 | 5 juni 1976       | Oost-Berlijn    |
|     | Kornelia Ender      | Duitse Democratische Republiek | 1.01,62 | 3 juni 1976       | Oost-Berlijn    |
|     | Ulrike Richter      | Duitse Democratische Republiek | 1.02,60 | 14 maart 1976     | Tallinn         |
|     | Ulrike Richter      | Duitse Democratische Republiek | 1.02,98 | 1 september 1974  | Concord         |
|     | Ulrike Richter      | Duitse Democratische Republiek | 1.03,08 | 24 augustus 1974  | Wenen           |
|     | Ulrike Richter      | Duitse Democratische Republiek | 1.03,30 | 23 augustus 1974  | Wenen           |
|     | Ulrike Richter      | Duitse Democratische Republiek | 1.04,09 | 22 augustus 1974  | Wenen           |
|     | Ulrike Richter      | Duitse Democratische Republiek | 1.04,43 | 8 juli 1974       | Rostock         |
|     | Wendy Cook          | Canada                         | 1.04,78 | 31 januari 1974   | Christchurch    |
|     | Ulrike Richter      | Duitse Democratische Republiek | 1.04,99 | 4 september 1973  | Belgrado        |
|     | Ulrike Richter      | Duitse Democratische Republiek | 1.05,39 | 18 augustus 1973  | Utrecht         |
|     | Karen Muir          | Zuid-Afrika                    | 1.05,6  | 6 juli 1969       | Utrecht         |
|     | Kaye Hall           | Verenigde Staten               | 1.06,2  | 23 oktober 1968   | Mexico-Stad     |
|     | Karen Muir          | Zuid-Afrika                    | 1.06,4  | 6 april 1968      | Parijs          |
|     | Karen Muir          | Zuid-Afrika                    | 1.06,7  | 30 januari 1968   | Kimberley       |
|     | Elaine Tanner       | Canada                         | 1.07,1  | 30 juli 1967      | Winnipeg        |
|     | Elaine Tanner       | Canada                         | 1.07,3  | 27 juli 1967      | Winnipeg        |
|     | Ann Fairlie         | Zuid-Afrika                    | 1.07,4  | 23 juli 1966      | Béziers         |
|     | Cathy Ferguson      | Verenigde Staten               | 1.07,7  | 14 oktober 1964   | Tokio           |
|     | Ginny Duenkel       | Verenigde Staten               | 1.08,3  | 28 september 1964 | Los Angeles     |
|     | Christine Caron     | Frankrijk                      | 1.08,6  | 14 juni 1964      | Parijs          |
|     | Donna de Varona     | Verenigde Staten               | 1.08,9  | 28 juli 1963      | Los Angeles     |
|     | Lynn Burke          | Verenigde Staten               | 1.09,0  | 2 september 1960  | Rome            |
|     | Lynn Burke          | Verenigde Staten               | 1.09,2  | 5 augustus 1960   | Detroit         |
|     | Lynn Burke          | Verenigde Staten               | 1.10,0  | 4 augustus 1960   | Detroit         |
|     | Lynn Burke          | Verenigde Staten               | 1.10,1  | 17 juli 1960      | Indianapolis    |
|     | Ria van Velsen      | Nederland                      | 1.10,9  | 10 juli 1960      | Maastricht      |
|     | Ria van Velsen      | Nederland                      | 1.11,0  | 12 juni 1960      | Leipzig         |
|     | Carin Cone          | Verenigde Staten               | 1.11,4  | 6 september 1959  | Chicago         |
|     | Ria van Velsen      | Nederland                      | 1.11,7  | 26 juli 1959      | Waalwijk        |
|     | Judy Grinham        | Verenigd Koninkrijk            | 1.11,9  | 23 juli 1958      | Cardiff         |
|     | Ria van Velsen      | Nederland                      | 1.12,3  | 20 juli 1958      | Nijmegen        |
|     | Margaret Edwards    | Verenigd Koninkrijk            | 1.12,4  | 19 april 1958     | Cardiff         |
|     | Philippa Gould      | Nieuw-Zeeland                  | 1.12,5  | 12 maart 1958     | Auckland        |
|     | Judy Grinham        | Verenigd Koninkrijk            | 1.12,9  | 5 december 1956   | Melbourne       |
|     | Cor Kint            | Nederland                      | 1.10,9  | 22 september 1939 | Rotterdam       |
|     | Iet van Feggelen    | Nederland                      | 1.12,9  | 26 november 1938  | Antwerpen       |
|     | Iet van Feggelen    | Nederland                      | 1.13,0  | 21 november 1938  | Den Haag        |
|     | Iet van Feggelen    | Nederland                      | 1.13,2  | 10 november 1938  | Amsterdam       |
|     | Cor Kint            | Nederland                      | 1.13,5  | 1 november 1938   | Kopenhagen      |
|     | Nida Senff          | Nederland                      | 1.13,6  | 25 oktober 1936   | Düsseldorf      |
|     | Nida Senff          | Nederland                      | 1.15,4  | 10 september 1936 | Kopenhagen      |
|     | Nida Senff          | Nederland                      | 1.15,7  | 8 september 1936  | Kopenhagen      |
|     | Rie Mastenbroek     | Nederland                      | 1.15,8  | 27 februari 1936  | Amsterdam       |
|     | Eleanor Holm        | Verenigde Staten               | 1.16,3  | 15 januari 1935   | Chicago         |
|     | Rie Mastenbroek     | Nederland                      | 1.16,8  | 25 november 1934  | Düsseldorf      |
|     | Eleanor Holm        | Verenigde Staten               | 1.18,2  | 16 juli 1932      | Jones Beach     |
|     | Phyllis Harding     | Verenigd Koninkrijk            | 1.18,6  | 30 mei 1932       | Wallasey        |
|     | Bonny Mealing       | Australië                      | 1.20,6  | 27 februari 1930  | Sydney          |
|     | Marie Braun         | Nederland                      | 1.21,0  | 27 november 1929  | Den Haag        |
|     | Marie Braun         | Nederland                      | 1.21,4  | 20 april 1929     | Brussel         |
|     | Marie Braun         | Nederland                      | 1.21,6  | 11 augustus 1928  | Amsterdam       |
|     | Willy den Turk      | Nederland                      | 1.22,0  | 10 juli 1927      | Rotterdam       |
|     | Sybil Bauer         | Verenigde Staten               | 1.22,4  | 6 januari 1924    | Miami           |
|     | Sybil Bauer         | Verenigde Staten               | 1.26,6  | 8 augustus 1923   | Newark          |
|     | Jarmila Müllerová   | Tsjecho-Slowakije              | 1.35,0  | 29 juli 1923      | Praag           |
|     | Doris Hart          | Verenigd Koninkrijk            | 1.36,7  | 6 juli 1923       | Göteborg        |

### OntwikkelingOlympischrecord
| Nr. | Naam                | Land                           | Tijd    | Datum             | Plaats      |
| --- | ------------------- | ------------------------------ | ------- | ----------------- | ----------- |
|     | Kaylee McKeown      | Australië                      | 57,47   | 27 juli 2021      | Tokio       |
|     | Regan Smith         | Verenigde Staten               | 57,86   | 26 juli 2021      | Tokio       |
|     | Kaylee McKeown      | Australië                      | 57,88   | 25 juli 2021      | Tokio       |
|     | Emily Seebohm       | Australië                      | 58,23   | 29 juli 2012      | Londen      |
|     | Kirsty Coventry     | Zimbabwe                       | 58,77   | 11 augustus 2008  | Peking      |
|     | Kirsty Coventry     | Zimbabwe                       | 59,00   | 10 augustus 2008  | Peking      |
|     | Natalie Coughlin    | Verenigde Staten               | 59,68   | 21 augustus 2004  | Athene      |
|     | Natalie Coughlin    | Verenigde Staten               | 1.00,17 | 15 augustus 2004  | Athene      |
|     | Diana Mocanu        | Roemenië                       | 1.00,21 | 18 september 2000 | Sydney      |
|     | Krisztina Egerszegi | Hongarije                      | 1.00,68 | 28 juli 1992      | Barcelona   |
|     | Krisztina Egerszegi | Hongarije                      | 1.00,85 | 28 juli 1992      | Barcelona   |
|     | Rica Reinisch       | Duitse Democratische Republiek | 1.00,86 | 23 juli 1980      | Moskou      |
|     | Rica Reinisch       | Duitse Democratische Republiek | 1.01,50 | 22 juli 1980      | Moskou      |
|     | Rica Reinisch       | Duitse Democratische Republiek | 1.01,51 | 20 juli 1980      | Moskou      |
|     | Ulrike Richter      | Duitse Democratische Republiek | 1.01,83 | 21 juli 1976      | Montréal    |
|     | Ulrike Richter      | Duitse Democratische Republiek | 1.02,23 | 18 juli 1976      | Montréal    |
|     | Birgit Treiber      | Duitse Democratische Republiek | 1.03,90 | 18 juli 1976      | Montréal    |
|     | Melissa Belote      | Verenigde Staten               | 1.05,78 | 2 september 1972  | München     |
|     | Melissa Belote      | Verenigde Staten               | 1.06,08 | 1 september 1972  | München     |
|     | Kaye Hall           | Verenigde Staten               | 1.06,2  | 23 oktober 1968   | Mexico-Stad |
|     | Elaine Tanner       | Canada                         | 1.07,4  | 22 oktober 1968   | Mexico-Stad |
|     | Elaine Tanner       | Canada                         | 1.07,6  | 22 oktober 1968   | Mexico-Stad |
|     | Elaine Tanner       | Canada                         | 1.07,6  | 17 oktober 1968   | Mexico-Stad |
|     | Cathy Ferguson      | Verenigde Staten               | 1.07,7  | 14 oktober 1964   | Tokio       |
|     | Christine Caron     | Frankrijk                      | 1.08,5  | 13 oktober 1964   | Tokio       |
|     | Cathy Ferguson      | Verenigde Staten               | 1.08,8  | 13 oktober 1964   | Tokio       |
|     | Ginny Duenkel       | Verenigde Staten               | 1.08,9  | 13 oktober 1964   | Tokio       |
|     | Lynn Burke          | Verenigde Staten               | 1.09,0  | 2 september 1960  | Rome        |
|     | Lynn Burke          | Verenigde Staten               | 1.09,4  | 1 september 1960  | Rome        |
|     | Laura Ranwell       | Zuid-Afrika                    | 1.12,0  | 1 september 1960  | Rome        |
|     | Lynn Burke          | Verenigde Staten               | 1.10,3  | 30 augustus 1960  | Rome        |
|     | Judy Grinham        | Verenigd Koninkrijk            | 1.12,9  | 5 december 1956   | Melbourne   |
|     | Carin Cone          | Verenigde Staten               | 1.12,9  | 5 december 1956   | Melbourne   |
|     | Margaret Edwards    | Verenigd Koninkrijk            | 1.13,0  | 3 december 1956   | Melbourne   |
|     | Judy Grinham        | Verenigd Koninkrijk            | 1.13,1  | 3 december 1956   | Melbourne   |
|     | Geertje Wielema     | Nederland                      | 1.13,8  | 29 juli 1952      | Helsinki    |
|     | Karen Harup         | Denemarken                     | 1.14,4  | 5 augustus 1948   | Londen      |
|     | Karen Harup         | Denemarken                     | 1.15,5  | 4 augustus 1948   | Londen      |
|     | Karen Harup         | Denemarken                     | 1.15,6  | 3 augustus 1948   | Londen      |
|     | Nida Senff          | Nederland                      | 1.16,6  | 11 augustus 1936  | Berlijn     |
|     | Eleanor Holm        | Verenigde Staten               | 1.18,3  | 9 augustus 1932   | Los Angeles |
|     | Marie Braun         | Nederland                      | 1.21,6  | 10 augustus 1928  | Amsterdam   |
|     | Ellen King          | Verenigd Koninkrijk            | 1.22,0  | 10 augustus 1928  | Amsterdam   |
|     | Sybil Bauer         | Verenigde Staten               | 1.23,2  | 20 juli 1924      | Parijs      |
|     | Sybil Bauer         | Verenigde Staten               | 1.24,0  | 19 juli 1924      | Parijs      |

### OntwikkelingEuropeesrecord
| Nr. | Naam                 | Land                           | Tijd    | Datum             | Plaats           |
| --- | -------------------- | ------------------------------ | ------- | ----------------- | ---------------- |
|     | Gemma Spofforth      | Verenigd Koninkrijk            | 58,12   | 28 juli 2009      | Rome             |
|     | Anastasia Zoejeva    | Rusland                        | 58,48   | 27 juli 2009      | Rome             |
|     | Gemma Spofforth      | Verenigd Koninkrijk            | 58,78   | 27 juli 2009      | Rome             |
|     | Gemma Spofforth      | Verenigd Koninkrijk            | 59,05   | 17 augustus 2008  | Peking           |
|     | Gemma Spofforth      | Verenigd Koninkrijk            | 59,38   | 12 augustus 2008  | Peking           |
|     | Anastasia Zoejeva    | Rusland                        | 59,41   | 21 maart 2008     | Eindhoven        |
|     | Laure Manaudou       | Frankrijk                      | 59,50   | 20 maart 2008     | Eindhoven        |
|     | Anastasia Zoejeva    | Rusland                        | 59,64   | 19 februari 2008  | Saint Petersburg |
|     | Laure Manaudou       | Frankrijk                      | 59,87   | 27 maart 2007     | Melbourne        |
|     | Diana Mocanu         | Roemenië                       | 1.00,21 | 18 september 2000 | Sydney           |
|     | Krisztina Egerszegi  | Hongarije                      | 1.00,31 | 22 augustus 1991  | Athene           |
|     | Ina Kleber           | Duitse Democratische Republiek | 1.00,59 | 24 augustus 1984  | Moskou           |
|     | Rica Reinisch        | Duitse Democratische Republiek | 1.00,86 | 23 juli 1980      | Moskou           |
|     | Rica Reinisch        | Duitse Democratische Republiek | 1.01,50 | 22 juli 1980      | Moskou           |
|     | Rica Reinisch        | Duitse Democratische Republiek | 1.01,51 | 20 juli 1980      | Moskou           |
|     | Ulrike Richter       | Duitse Democratische Republiek | 1.01,51 | 5 juni 1976       | Oost-Berlijn     |
|     | Kornelia Ender       | Duitse Democratische Republiek | 1.01,62 | 3 juni 1976       | Oost-Berlijn     |
|     | Ulrike Richter       | Duitse Democratische Republiek | 1.02,60 | 14 maart 1976     | Tallinn          |
|     | Ulrike Richter       | Duitse Democratische Republiek | 1.02,98 | 1 september 1974  | Concord          |
|     | Ulrike Richter       | Duitse Democratische Republiek | 1.03,08 | 24 augustus 1974  | Wenen            |
|     | Ulrike Richter       | Duitse Democratische Republiek | 1.03,30 | 23 augustus 1974  | Wenen            |
|     | Ulrike Richter       | Duitse Democratische Republiek | 1.04,09 | 22 augustus 1974  | Wenen            |
|     | Ulrike Richter       | Duitse Democratische Republiek | 1.04,43 | 8 juli 1974       | Rostock          |
|     | Ulrike Richter       | Duitse Democratische Republiek | 1.04,99 | 4 september 1973  | Belgrado         |
|     | Ulrike Richter       | Duitse Democratische Republiek | 1.05,39 | 18 augustus 1973  | Utrecht          |
|     | Andrea Gyarmati      | Hongarije                      | 1.05,93 | 21 juli 1973      | Boedapest        |
|     | Enith Brigitha       | Nederland                      | 1.06,12 | 14 juli 1973      | Meppel           |
|     | Enith Brigitha       | Nederland                      | 1.06,20 | 15 april 1973     | Dortmund         |
|     | Andrea Gyarmati      | Hongarije                      | 1.06,26 | 2 september 1972  | München          |
|     | Andrea Gyarmati      | Hongarije                      | 1.06,39 | 2 september 1972  | München          |
|     | Andrea Gyarmati      | Hongarije                      | 1.06,5  | 11 april 1971     | Kecskemét        |
|     | Andrea Gyarmati      | Hongarije                      | 1.06,6  | 11 april 1971     | Kecskemét        |
|     | Tinatin Lekveishvili | Sovjet-Unie                    | 1.07,8  | 6 september 1970  | Barcelona        |
|     | Andrea Gyarmati      | Hongarije                      | 1.07,9  | 3 april 1970      | Kecskemét        |
|     | Christine Caron      | Frankrijk                      | 1.07,9  | 14 oktober 1964   | Tokio            |
|     | Christine Caron      | Frankrijk                      | 1.08,5  | 13 oktober 1964   | Tokio            |
|     | Christine Caron      | Frankrijk                      | 1.08,6  | 14 juni 1964      | Parijs           |
|     | Christine Caron      | Frankrijk                      | 1.09,5  | 5 juni 1964       | Parijs           |
|     | Christine Caron      | Frankrijk                      | 1.09,6  | 14 juli 1963      | Parijs           |
|     | Christine Caron      | Frankrijk                      | 1.09,8  | 23 maart 1963     | Parijs           |
|     | Ria van Velsen       | Nederland                      | 1.10,1  | 9 september 1962  | Rotterdam        |
|     | Ria van Velsen       | Nederland                      | 1.10,2  | 5 augustus 1962   | Soest            |
|     | Ria van Velsen       | Nederland                      | 1.10,3  | 17 maart 1962     | Rotterdam        |
|     | Ria van Velsen       | Nederland                      | 1.10,5  | 19 augustus 1961  | Zwolle           |
|     | Ria van Velsen       | Nederland                      | 1.10,6  | 19 augustus 1961  | Zwolle           |
|     | Judy Grinham         | Verenigd Koninkrijk            | 1.10,8  | 1 september 1960  | Rome             |
|     | Ria van Velsen       | Nederland                      | 1.10,9  | 10 juli 1960      | Maastricht       |
|     | Ria van Velsen       | Nederland                      | 1.11,0  | 12 juni 1960      | Leipzig          |
|     | Ria van Velsen       | Nederland                      | 1.11,7  | 26 juli 1959      | Waalwijk         |
|     | Judy Grinham         | Verenigd Koninkrijk            | 1.11,9  | 23 juli 1958      | Cardiff          |
|     | Ria van Velsen       | Nederland                      | 1.12,3  | 20 juli 1958      | Nijmegen         |
|     | Margaret Edwards     | Verenigd Koninkrijk            | 1.12,4  | 19 april 1958     | Cardiff          |
|     | Judy Grinham         | Verenigd Koninkrijk            | 1.12,9  | 5 december 1956   | Melbourne        |
|     | Cor Kint             | Nederland                      | 1.10,9  | 22 september 1939 | Rotterdam        |
|     | Iet van Feggelen     | Nederland                      | 1.12,9  | 26 november 1938  | Antwerpen        |
|     | Iet van Feggelen     | Nederland                      | 1.13,0  | 21 november 1938  | Den Haag         |
|     | Iet van Feggelen     | Nederland                      | 1.13,2  | 10 november 1938  | Amsterdam        |
|     | Cor Kint             | Nederland                      | 1.13,5  | 1 november 1938   | Kopenhagen       |
|     | Nida Senff           | Nederland                      | 1.13,6  | 25 oktober 1936   | Düsseldorf       |
|     | Nida Senff           | Nederland                      | 1.15,4  | 10 september 1936 | Kopenhagen       |
|     | Nida Senff           | Nederland                      | 1.15,7  | 8 september 1936  | Kopenhagen       |
|     | Rie Mastenbroek      | Nederland                      | 1.15,8  | 27 februari 1936  | Amsterdam        |
|     | Rie Mastenbroek      | Nederland                      | 1.16,8  | 25 november 1934  | Düsseldorf       |
|     | Phyllis Harding      | Verenigd Koninkrijk            | 1.18,6  | 30 mei 1932       | Wallasey         |
|     | Marie Braun          | Nederland                      | 1.21,0  | 27 november 1929  | Den Haag         |
|     | Marie Braun          | Nederland                      | 1.21,4  | 20 april 1929     | Brussel          |
|     | Marie Braun          | Nederland                      | 1.21,6  | 11 augustus 1928  | Amsterdam        |
|     | Willy den Turk       | Nederland                      | 1.22,0  | 10 juli 1927      | Rotterdam        |
|     | Jarmila Müllerová    | Tsjecho-Slowakije              | 1.35,0  | 29 juli 1923      | Praag            |
|     | Doris Hart           | Verenigd Koninkrijk            | 1.36,7  | 6 juli 1923       | Göteborg         |

### OntwikkelingBelgischrecord
| Nr. | Naam              | Club  | Tijd    | Datum            | Plaats              |
| --- | ----------------- | ----- | ------- | ---------------- | ------------------- |
|     | Kimberly Buys     | BRABO | 1.01,13 | 19 mei 2013      | Antwerpen           |
|     | Kimberly Buys     | BRABO | 1.01,86 | 4 maart 2012     | Londen              |
|     | Kimberly Buys     | BRABO | 1.02,08 | 11 augustus 2010 | Boedapest           |
|     | Kimberly Buys     | BRABO | 1.02,46 | 27 juli 2009     | Rome                |
|     | Kimberly Buys     | BRABO | 1.02,69 | 10 januari 2009  | Antwerpen           |
|     | Kimberly Buys     | BRABO | 1.02,86 | 26 juli 2008     | Antwerpen           |
|     | Silke Van Hoof    | ZGeel | 1.02,86 | 13 januari 2008  | Antwerpen           |
|     | Carine Verbauwen  | MZV   | 1.03,82 | 23 juli 1980     | Moskou              |
|     | Carine Verbauwen  | MZV   | 1.04,37 | 22 juli 1980     | Moskou              |
|     | Carine Verbauwen  | MZV   | 1.04,41 | 18 augustus 1979 | Brugge              |
|     | Carine Verbauwen  | MZV   | 1.04,78 | 20 augustus 1978 | Berlijn             |
|     | Carine Verbauwen  | MZV   | 1.05,13 | 5 augustus 1978  | Seraing             |
|     | Carine Verbauwen  | MZV   | 1.05,52 | 5 augustus 1978  | Seraing             |
|     | Carine Verbauwen  | MZV   | 1.06,26 | 4 juli 1978      | Tel Aviv            |
|     | Carine Verbauwen  | MZV   | 1.06,33 | 4 maart 1978     | Antwerpen           |
|     | Carine Verbauwen  | MZV   | 1.06,60 | 14 augustus 1976 | Napels              |
|     | Carine Verbauwen  | MZV   | 1.07,41 | 18 juli 1976     | Montréal            |
|     | Carine Verbauwen  | MZV   | 1.07,60 | 20 maart 1976    | Sint-Jans-Molenbeek |
|     | Françoise Chauvin | Mosa  | 1.08,30 | 18 mei 1974      | Mulhouse            |
|     | Françoise Chauvin | Mosa  | 1.08,60 | 11 mei 1974      | Mol                 |
|     | Françoise Chauvin | Mosa  | 1.09,56 | 16 maart 1974    | Sint-Jans-Molenbeek |
|     | Françoise Chauvin | CCM   | 1.10,20 | 13 mei 1973      | Lens                |
|     | Françoise Chauvin | CCM   | 1.11,03 | 24 maart 1972    | Sint-Jans-Molenbeek |
|     | Francine Dauven   | ENS   | 1.11,80 | 14 juni 1968     | Longwy              |

### OntwikkelingNederlandsrecord
| Nr. | Naam                  | Club                | Tijd    | Datum             | Plaats       |
| --- | --------------------- | ------------------- | ------- | ----------------- | ------------ |
|     | Kira Toussaint        | De Dolfijn          | 59,80   | 18 september 2018 | Kazan        |
|     | Kira Toussaint        | De Dolfijn          | 59,88   | 13 april 2018     | Eindhoven    |
|     | Kira Toussaint        | De Dolfijn          | 59,94   | 6 april 2018      | Den Haag     |
|     | Femke Heemskerk       | De Dolfijn          | 1.00,03 | 11 maart 2011     | Amsterdam    |
|     | Femke Heemskerk       | De Dolfijn          | 1.01,28 | 1 augustus 2010   | Rome         |
|     | Sharon van Rouwendaal | CN Braud St.Louis   | 1.02,02 | 22 april 2009     | Montpellier  |
|     | Femke Heemskerk       | De Dolfijn          | 1.02,25 | 17 april 2009     | Amsterdam    |
|     | Femke Heemskerk       | De Dolfijn          | 1.02,65 | 7 juni 2008       | Eindhoven    |
|     | Hinkelien Schreuder   | Eiffel Swimmers PSV | 1.02,79 | 20 maart 2008     | Eindhoven    |
|     | Jolanda de Rover      | DJK                 | 1.02,7  | 23 juni 1984      | Amersfoort   |
|     | Monique Bosga         | Zwemlust/den Hommel | 1.03,81 | 11 augustus 1979  | Utrecht      |
|     | Monique Bosga         | Zwemlust/den Hommel | 1.03,86 | 22 augustus 1978  | West-Berlijn |
|     | Monique Bosga         | Zwemlust/den Hommel | 1.04,27 | 20 augustus 1978  | West-Berlijn |
|     | Monique Bosga         | Zwemlust/den Hommel | 1.04,32 | 17 juli 1978      | Amersfoort   |
|     | Monique Bosga         | Zwemlust/den Hommel | 1.04,73 | 18 maart 1978     | Hamburg      |
|     | Enith Brigitha        | Het Y               | 1.04,85 | 21 juli 1977      | Amersfoort   |
|     | Enith Brigitha        | Het Y               | 1.04,98 | 20 juli 1976      | Montréal     |
|     | Diane Edelijn         | VZC/Vlaardingen     | 1.05,11 | 18 juli 1976      | Montréal     |
|     | Diane Edelijn         | VZC/Vlaardingen     | 1.05,38 | 18 juli 1976      | Montréal     |
|     | Diane Edelijn         | VZC/Vlaardingen     | 1.05,44 | 27 juni 1976      | Rotterdam    |
|     | Enith Brigitha        | Het Y               | 1.05,94 | 23 augustus 1974  | Wenen        |
|     | Enith Brigitha        | Het Y               | 1.05,94 | 26 april 1974     | Coventry     |
|     | Enith Brigitha        | Het Y               | 1.05,9  | 30 maart 1974     | Moskou       |
|     | Enith Brigitha        | Het Y               | 1.06,12 | 14 juli 1973      | Meppel       |
|     | Enith Brigitha        | Het Y               | 1.06,2  | 15 april 1973     | Dortmund     |
|     | Enith Brigitha        | Het Y               | 1.06,35 | 3 september 1972  | München      |
|     | Enith Brigitha        | Het Y               | 1.06,49 | 1 september 1972  | München      |
|     | Enith Brigitha        | Het Y               | 1.06,71 | 1 september 1972  | München      |
|     | Enith Brigitha        | Het Y               | 1.07,3  | 28 juli 1972      | Utrecht      |
|     | Annemarie Groen       | Naarden             | 1.07,6  | 16 april 1972     | Rome         |
|     | Marjan Vermaat        | VZC/Vlaardingen     | 1.07,8  | 4 maart 1972      | Londen       |
|     | Marjan Vermaat        | VZC/Vlaardingen     | 1.08,3  | 6 september 1971  | Rijswijk     |
|     | Cobie Buter           | Zwemlust            | 1.08,3  | 9 september 1970  | Barcelona    |
|     | Cobie Buter           | Zwemlust            | 1.08,5  | 6 september 1970  | Barcelona    |
|     | Cobie Buter           | Zwemlust            | 1.09,0  | 20 april 1968     | Stockholm    |
|     | Cobie Buter           | Zwemlust            | 1.09,2  | 19 april 1968     | Stockholm    |
|     | Cobie Buter           | Zwemlust            | 1.09,3  | 10 september 1967 | Dortmund     |
|     | Korrie Winkel         | GDZ                 | 1.09,8  | 28 september 1963 | Dortmund     |
|     | Korrie Winkel         | GDZ                 | 1.10,1  | 28 september 1963 | Dortmund     |
|     | Ria van Velsen        | Zian                | 1.10,1  | 9 september 1962  | Rotterdam    |
|     | Ria van Velsen        | Zian                | 1.10,2  | 5 augustus 1962   | Soest        |
|     | Ria van Velsen        | Zian                | 1.10,3  | 17 maart 1962     | Rotterdam    |
|     | Ria van Velsen        | Zian                | 1.10,5  | 19 augustus 1961  | Zwolle       |
|     | Ria van Velsen        | Zian                | 1.10,6  | 19 augustus 1961  | Zwolle       |
|     | Ria van Velsen        | Zian                | 1.10,9  | 10 juli 1960      | Maastricht   |
|     | Ria van Velsen        | Zian                | 1.11,0  | 12 juni 1960      | Leipzig      |
|     | Ria van Velsen        | Zian                | 1.11,7  | 26 juli 1959      | Waalwijk     |
|     | Ria van Velsen        | Zian                | 1.12,0  | 28 juni 1959      | Saarbrücken  |
|     | Rini Dobber           | HDZ                 | 1.12,2  | 17 mei 1959       | Leipzig      |
|     | Ria van Velsen        | Zian                | 1.12,3  | 20 juli 1958      | Nijmegen     |
|     | Geertje Wielema       | De Robben           | 1.12,8  | 6 september 1953  | Boedapest    |
|     | Geertje Wielema       | HZC                 | 1.13,2  | 2 september 1954  | Turijn       |
|     | Geertje Wielema       | HZC                 | 1.13,5  | 22 juli 1951      | Parijs       |
|     | Geertje Wielema       | De Robben           | 1.13,8  | 6 augustus 1950   | Utrecht      |
|     | Cor Kint              | Rotterdam           | 1.14,8  | 19 juni 1938      | Bilthoven    |
|     | Nida Senff            | ADZ                 | 1.15,0  | 7 juni 1937       | Wesel        |
|     | Nida Senff            | ADZ                 | 1.16,6  | 11 augustus 1936  | Berlijn      |
|     | Nida Senff            | ADZ                 | 1.17,0  | 5 juli 1936       | Hilversum    |
|     | Rie Mastenbroek       | ODZ                 | 1.20,3  | 17 augustus 1934  | Maagdenburg  |
|     | Puck Oversloot        | ODZ                 | 1.21,0  | 29 juli 1934      | Sittard      |
|     | Marie Braun           | ODZ                 | 1.21,6  | 11 augustus 1928  | Amsterdam    |

## Kortebaan (25 meter)

### Ontwikkeling wereldrecord
| Nr. | Naam             | Land             | Tijd  | Datum             | Plaats            |
| --- | ---------------- | ---------------- | ----- | ----------------- | ----------------- |
|     | Regan Smith      | Verenigde Staten | 54,02 | 15 december 2024  | Boedapest         |
|     | Regan Smith      | Verenigde Staten | 54,27 | 1 november 2024   | Singapore         |
|     | Regan Smith      | Verenigde Staten | 54,41 | 25 oktober 2024   | Incheon           |
|     | Kaylee McKeown   | Australië        | 54,56 | 26 september 2024 | Adelaide          |
|     | Minna Atherton   | Australië        | 54,89 | 27 oktober 2019   | Boedapest         |
|     | Katinka Hosszú   | Hongarije        | 55,03 | 4 december 2014   | Doha              |
|     | Shiho Sakai      | Japan            | 55,23 | 15 november 2009  | Berlijn           |
|     | Shiho Sakai      | Japan            | 56,15 | 22 februari 2009  | Tokio             |
|     | Natalie Coughlin | Verenigde Staten | 56,51 | 28 oktober 2007   | Singapore         |
|     | Natalie Coughlin | Verenigde Staten | 56,71 | 23 november 2002  | New York          |
|     | Natalie Coughlin | Verenigde Staten | 57,08 | 28 november 2001  | New York          |
|     | Mai Nakamura     | Japan            | 58,45 | 4 maart 2001      | Sagamihara        |
|     | Angel Martino    | Verenigde Staten | 58,50 | 3 december 1993   | Palma de Mallorca |
|     | Angel Martino    | Verenigde Staten | 59,41 | 21 november 1993  | Stavanger         |

- FINA erkent wereldrecords op kortebaan sinds maart 1991.

### OntwikkelingEuropeesrecord
| Nr. | Naam               | Land      | Tijd  | Datum            | Plaats        |
| --- | ------------------ | --------- | ----- | ---------------- | ------------- |
|     | Sanja Jovanović    | Kroatië   | 56,87 | 12 december 2008 | Rijeka        |
|     | Kateryna Zoebkova  | Oekraïne  | 57,15 | 10 april 2008    | Manchester    |
|     | Laure Manaudou     | Frankrijk | 57,34 | 14 december 2007 | Debrecen      |
|     | Ilona Hlavácková   | Tsjechië  | 57,75 | 14 december 2001 | Antwerpen     |
|     | Ilona Hlavácková   | Tsjechië  | 58,59 | 13 december 2001 | Antwerpen     |
|     | Sandra Völker      | Duitsland | 58,66 | 17 maart 2000    | Athene        |
|     | Nina Zjivanevskaja | Rusland   | 58,99 | 2 februari 1997  | Gelsenkirchen |
|     | Nina Zjivanevskaja | Rusland   | 59,01 | 9 januari 1997   | Peking        |
|     | Sandra Völker      | Duitsland | 59,51 | 19 februari 1995 | Gelsenkirchen |
|     | Sandra Völker      | Duitsland | 59,75 | 12 februari 1995 | Sheffield     |
|     | Sandra Völker      | Duitsland | 59,97 | 27 maart 1994    | Parijs        |

### OntwikkelingNederlandsrecord
| Nr. | Naam                 | Club                | Tijd      | Datum             | Plaats        |
| --- | -------------------- | ------------------- | --------- | ----------------- | ------------- |
|     | Kira Toussaint       | De Dolfijn          | 55,92     | 16 november 2018  | Singapore     |
|     | Kira Toussaint       | De Dolfijn          | 56,21     | 13 december 2017  | Kopenhagen    |
|     | Kira Toussaint       | De Dolfijn          | 57,16     | 22 november 2012  | Chartres      |
|     | Hinkelien Schreuder  | Eiffel Swimmers PSV | 58,64     | 21 december 2008  | Amsterdam     |
|     | Hinkelien Schreuder  | PSV                 | 59,63     | 16 december 2005  | Amsterdam     |
|     | Hinkelien Schreuder  | PSV                 | 1.00,75   | 26 januari 2003   | Berlijn       |
|     | Brenda Starink       | DWK                 | 1.01,01   | 12 december 1998  | Sheffield     |
|     | Ellen Elzerman       | De Dolfijn          | 1.01,20   | 23 februari 1992  | Drachten      |
|     | Annemarie Verstappen | BZV/Solar           | 1.01,6    | 26 november 1983  | Lelystad      |
|     | Annemarie Verstappen | BZV/Solar           | 1.02,4    | 22 oktober 1983   | Dordrecht     |
|     | Monique Bosga        | Zwemlust/den Hommel | 1.03,0    | 17 december 1977  | Uden          |
|     | Diane Edelijn        | VZC/Vlaardingen     | 1.03,95   | 5 maart 1977      | Bremen        |
|     | Enith Brigitha       | Het Y               | 1.04,98 1 | 20 juli 1976      | Montréal      |
|     | Enith Brigitha       | Het Y               | 1.05,0    | 14 december 1973  | Gottwaldov    |
|     | Enith Brigitha       | Het Y               | 1.05,5    | 9 december 1973   | Den Haag      |
|     | Enith Brigitha       | Het Y               | 1.05,8    | 14 oktober 1973   | Luik          |
|     | Enith Brigitha       | Het Y               | 1.06,12 1 | 14 juli 1973      | Meppel        |
|     | Enith Brigitha       | Het Y               | 1.06,19   | 3 maart 1973      | Bremen        |
|     | Enith Brigitha       | Het Y               | 1.06,35 1 | 3 september 1972  | München       |
|     | Josien Elzerman      | Zian                | 1.06,45   | 3 april 1972      | Utrecht       |
|     | Marjan Vermaat       | VZC/Vlaardingen     | 1.06,9    | 26 februari 1972  | Bremen        |
|     | Marjan Vermaat       | VZC/Vlaardingen     | 1.07,3    | 26 september 1971 | Aken          |
|     | Marjan Vermaat       | VZC/Vlaardingen     | 1.07,7    | 4 april 1971      | Den Haag      |
|     | Marjan Vermaat       | VZC/Vlaardingen     | 1.08,1    | 7 maart 1971      | Bremen        |
|     | Marjan Vermaat       | VZC/Vlaardingen     | 1.08,2    | 20 september 1970 | Aken          |
|     | Cobie Buter          | Zwemlust            | 1.08,3 1  | 9 september 1970  | Barcelona     |
|     | Ria van Velsen       | Zian                | 1.08,3    | 15 september 1961 | Malmö         |
|     | Ria van Velsen       | Zian                | 1.08,7    | 15 september 1961 | Malmö         |
|     | Ria van Velsen       | Zian                | 1.09,6    | 23 april 1961     | Den Haag      |
|     | Ria van Velsen       | Zian                | 1.09,7    | 24 april 1960     | IJmuiden      |
|     | Ria van Velsen       | Zian                | 1.10,4    | 27 maart 1960     | Den Haag      |
|     | Ria van Velsen       | Zian                | 1.10,6    | 25 april 1959     | Den Haag      |
|     | Ria van Velsen       | Zian                | 1.10,9    | 12 april 1959     | Amsterdam     |
|     | Cor Kint             | Rotterdam           | 1.10,9    | 22 september 1939 | Rotterdam     |
|     | Iet van Feggelen     | Het Y               | 1.12,9    | 26 november 1938  | Antwerpen     |
|     | Iet van Feggelen     | Het Y               | 1.13,0    | 21 november 1938  | Den Haag      |
|     | Iet van Feggelen     | Het Y               | 1.13,2    | 10 november 1938  | Amsterdam     |
|     | Cor Kint             | Rotterdam           | 1.13,5    | 1 november 1938   | Kopenhagen    |
|     | Nida Senff           | ADZ                 | 1.13,6    | 25 oktober 1936   | Düsseldorf    |
|     | Nida Senff           | ADZ                 | 1.15,4    | 10 september 1936 | Kopenhagen    |
|     | Nida Senff           | ADZ                 | 1.15,7    | 8 september 1936  | Kopenhagen    |
|     | Rie Mastenbroek      | ODZ                 | 1.15,8    | 27 februari 1936  | Amsterdam     |
|     | Rie Mastenbroek      | ODZ                 | 1.16,6    | 26 januari 1935   | Groningen     |
|     | Rie Mastenbroek      | ODZ                 | 1.16,8    | 25 november 1934  | Düsseldorf    |
|     | Rie Mastenbroek      | ODZ                 | 1.19,6    | 3 juli 1934       | Breda         |
|     | Puck Oversloot       | ODZ                 | 1.19,8    | 2 juni 1934       | Rotterdam     |
|     | Puck Oversloot       | ODZ                 | 1.20,0    | 12 april 1934     | Amsterdam     |
|     | Puck Oversloot       | ODZ                 | 1.20,6    | 5 februari 1933   | Amsterdam     |
|     | Marie Braun          | ODZ                 | 1.21,0    | 27 november 1929  | Den Haag      |
|     | Marie Braun          | ODZ                 | 1.21,4    | 22 april 1929     | Brussel       |
|     | Marie Braun          | ODZ                 | 1.21,6 1  | 11 augustus 1928  | Amsterdam     |
|     | Willy den Turk       | RDZ                 | 1.22,0    | 10 juli 1927      | Rotterdam     |
|     | Willy den Turk       | RDZ                 | 1.23,0    | 3 juli 1927       | Amsterdam     |
|     | Willy den Turk       | RDZ                 | 1.25,0    | 25 juli 1926      | Amsterdam     |
|     | Willy den Turk       | RDZ                 | 1.25,6    | 4 juli 1926       | Amsterdam     |
|     | Willy den Turk       | RDZ                 | 1.29,6    | 23 augustus 1925  | Breda         |
|     | Willy den Turk       | RDZ                 | 1.31,0    | 5 juli 1925       | Gouda         |
|     | Truus Klapwijk       | RDZ                 | 1.36,4    | 10 augustus 1924  | Breda         |
|     | Truus Klapwijk       | RDZ                 | 1.41,2    | 23 januari 1922   | Gouda         |
|     | Tine de Jel          | ODZ                 | 1.42,4    | 31 augustus 1921  | Hillegersberg |
|     | Truus Klapwijk       | RDZ                 | 1.42,6    | 1 september 1919  | Hillegersberg |

1 = Gezwommen op langebaan. Indien tijd op langebaan sneller is dan tijd op kortebaan dan geldt de eerste als officieel record.